# Macapá
Macapá là một thành phố của Brasil, thủ phủ bang Amapa. Nằm ở khu vực Bắc, đó là thủ phủ bang duy nhất mà không có kết nối đường cao tốc với các thủ phủ khác. Cũng quan tâm là một thực tế rằng các phần phía bắc và phía nam của thành phố được chia theo đường xích đạo.
Là thành phố giàu có thứ năm ở miền bắc Brazil, thành phố chiếm 2,85% của toàn bộ sản phẩm trong nước (GDP) trong khu vực, và với dân số 499.166 người trong khu vực đô thị của nó, Macapá là khu vực đô thị lớn thứ ba ở miền Bắc. Diện tích của thành phố là 6407 km ² chiếm 4,4863% của diện tích bang,% 0,1663 và 0,0754% của khu vực lãnh thổ Brazil rằng tổng số 32,7 km ² trong vành đai đô thị. Thành phố một mình chiếm 60% dân số của bang Amapa và 3,50% dân số của toàn bộ khu vực phía bắc của Brazil. Theo cuộc điều tra được tiến hành bởi IBGE trong năm 2010, thành phố có dân số 397.913 người, trong đó 97,92% sống trong các khu vực đô thị và 2,08% sống ở các huyện nông thôn. Với diện tích 6563 km ², mật độ dân số Macapá là khoảng 60,62 người trên mỗi km ². Macapá nổi bật, trong phần lớn các thành phố Brazil, bởi tốc độ tăng trưởng kinh tế nhanh chóng nhìn thấy trong dân số. Macapá tên là Tupi nguồn gốc và là một biến thể của "Macpaba", có nghĩa là nơi bacabas nhiều, một cây cọ có nguồn gốc từ khu vực, các bacabeira (tên khoa học Oenocarpus bacaba Mart. '). Trước khi được đặt tên là Macapá, cái tên đầu tiên cho thành phố là Nueva Andalucia Adelantado, chính thức do Charles V của Tây Ban Nha năm 1544, trong một nhượng bộ đối với Francisco de Orellana, một hoa Tây Ban Nha trong khu vực.